# William Happenny
William Happenny (Canadá, 23 de mayo de 1882-10 de febrero de 1960) fue un atleta canadiense, especialista en la prueba de salto con pértiga en la que llegó a ser medallista de bronce olímpico en 1912.

## Carrera deportiva
En los JJ. OO. de Estocolmo 1912 ganó la medalla de bronce en el salto con pértiga, saltando por encima de 3.80 metros, siendo superado por los estadounidenses Harry Babcock (oro con 3.95 m), Marcus Wright y Frank Nelson ambos con la plata con 3.85 metros, y empatado con el también estadounidense Frank Murphy y el sueco Bertil Uggla.